# Kvadrat (časopis)
Kvadrat, hrvatski je stripovski časopis u izdanju Ogranka Matice hrvatske u Bizovcu. Jedini je i najdugovječniji hrvatski časopis posvećen stripu.
Časopis je nastao na temelju osiječkoga časopisa Bang (1990.), koji je zbog velikosrpske agresije izašao samo u jednomu broju. Prvi broj predstavljen je 1992. na Salonu hrvatskoga stripa u Vinkovcima u obliku fanzina te je naišao na veliki odjek u javnosti. Pokrenut je kao časopis za teoriju i kritiku stripa s naglaskom na hrvatske crtače stripa. Ime Kvadrat odabrano je kao asocijacija na crtačku skupinu Novi kvadrat, ali i u domoljubnu zanosu u ratnom vremenu.
Više je brojeva tematski posvećeno poznatim crtačima stripa: Radovanu Domagoju Devliću, Juliu Radiloviću, Hugu Prattu, Kenu Parkeru...
U sklopu Biblioteke Kvadrat i Biblioteke Velikani hrvatskog stripa i izdavačke djelatnosti Ogranka Matice hrvatske Bizovac uredništvo časopisa objavljuje stripove hrvatskih autora i hrvatske klasike, na ideju Branka Barača. Prvi objavljeni naslov je Maurovićeva Vjerenica mača, potom su objavljeni Zaviša Žarka Bekera, stripovi časopisa Oko, stripovi Frane Gotovca, Maurovićev Barba Niko i Ivo, album Iz povijest ljudske gluposti Mirka Ilića i ini.